# Port lotniczy Nanyang
Port lotniczy Nanyang (IATA: NNY, ICAO: ZHNY) – port lotniczy położony w Nanyang, w prowincji Henan, w Chińskiej Republice Ludowej.

## Linie lotnicze i połączenia
| Linia Lotnicza          | Kierunek                                                          |
| ----------------------- | ----------------------------------------------------------------- |
| Chang’an Airlines       | 1. Sanya 2. Xi’an                                                 |
| China Southern Airlines | 1. Guangzhou 2. Jieyang 3. Szanghaj-Pudong 4. Shenzhen 5. Urumczi |
| Hainan Airlines         | 1. Hangzhou 2. Shenzhen                                           |
| Jiangxi Air             | 1. Nanchang 2. Nankin                                             |
| Ruili Airlines          | 1. Harbin 2. Kunming                                              |
| Spring Airlines         | 1. Lanzhou 2. Shenzhen 3. Xiamen                                  |
| Tianjin Airlines        | 1. Haikou                                                         |